# Monte Largo
Monte Largo (em Crioulo cabo-verdiano ou kauberdiano, escrito em ALUPEC: Monti Largu) é uma aldeia na Ilha do Fogo, Cabo Verde. Segundo o censo de 2010 realizado pelo INE  esta pequena localidade conta com 274 indivíduos residentes. 

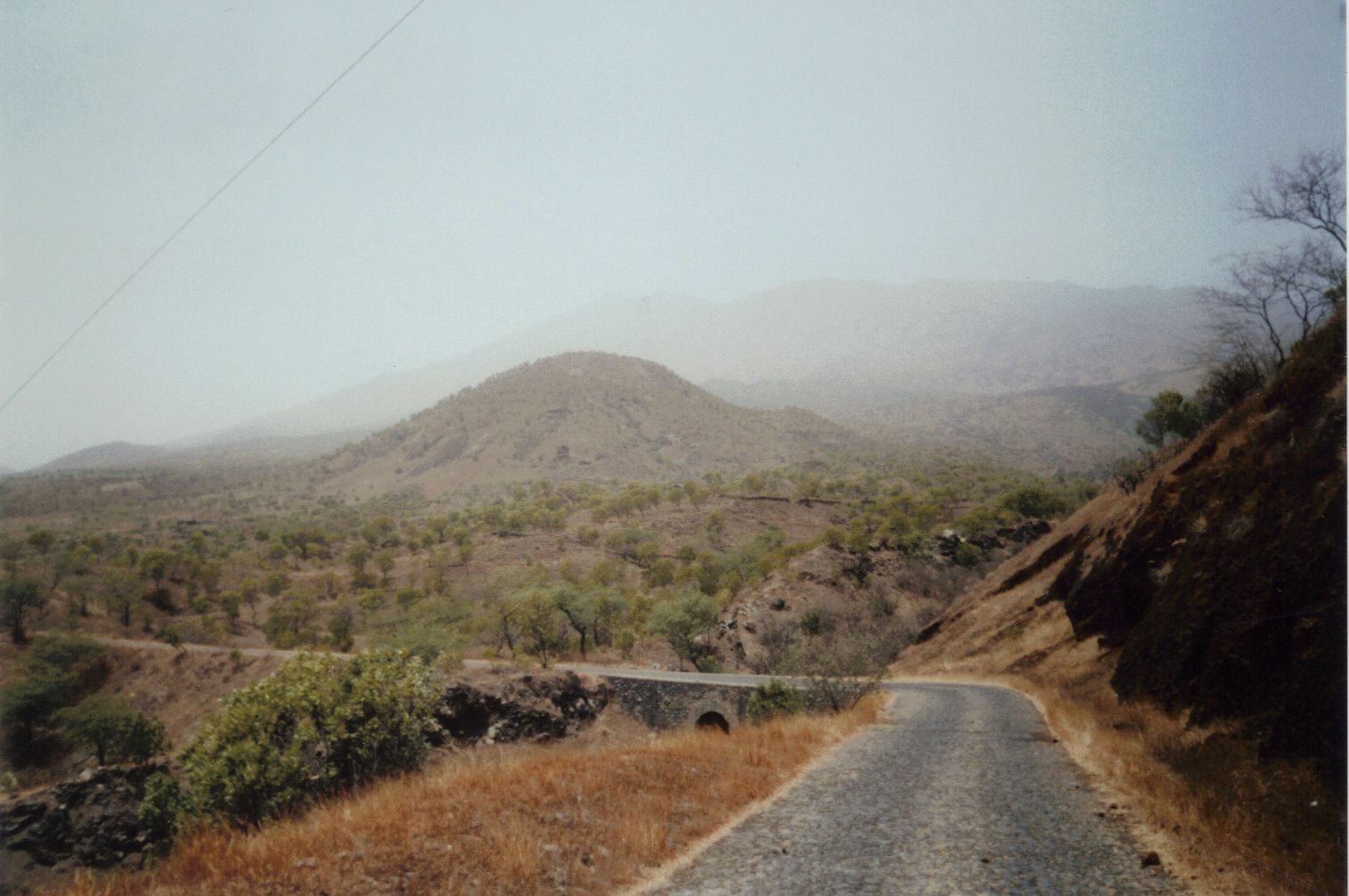
Vista Traseira Monte de Monte Largo.

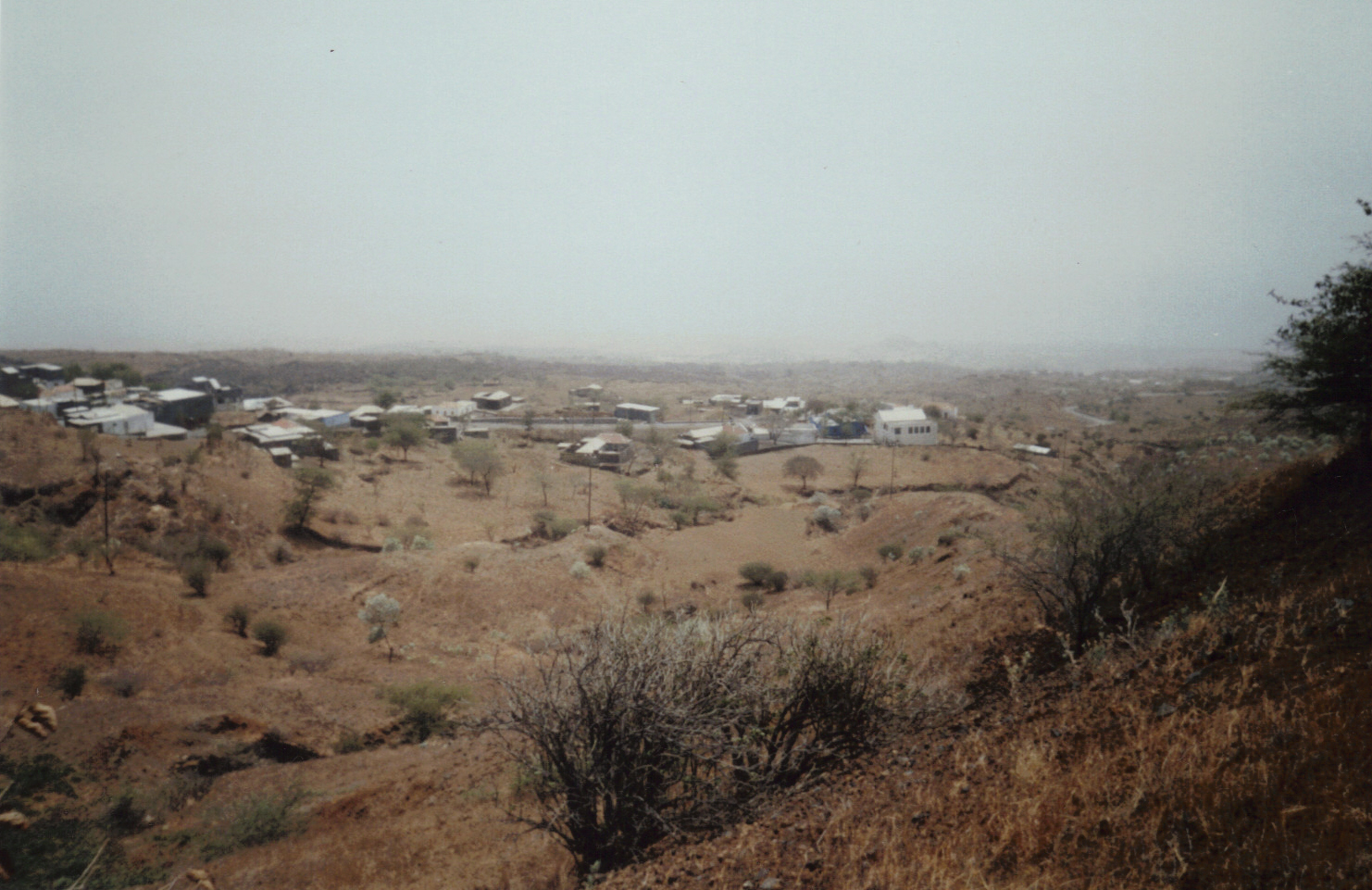
Vista Geral de Monte Largo.

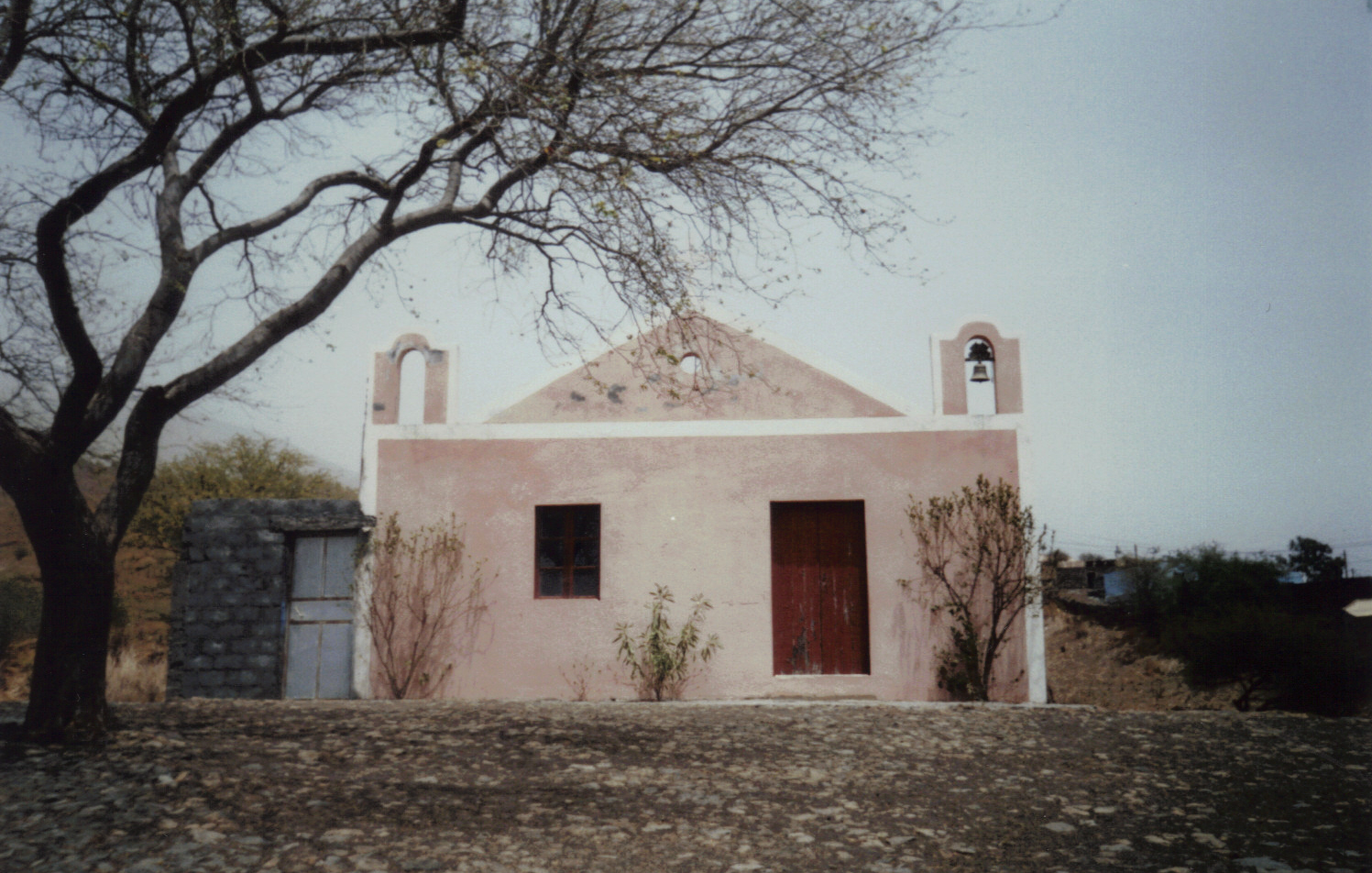
Igreja de Monte Largo

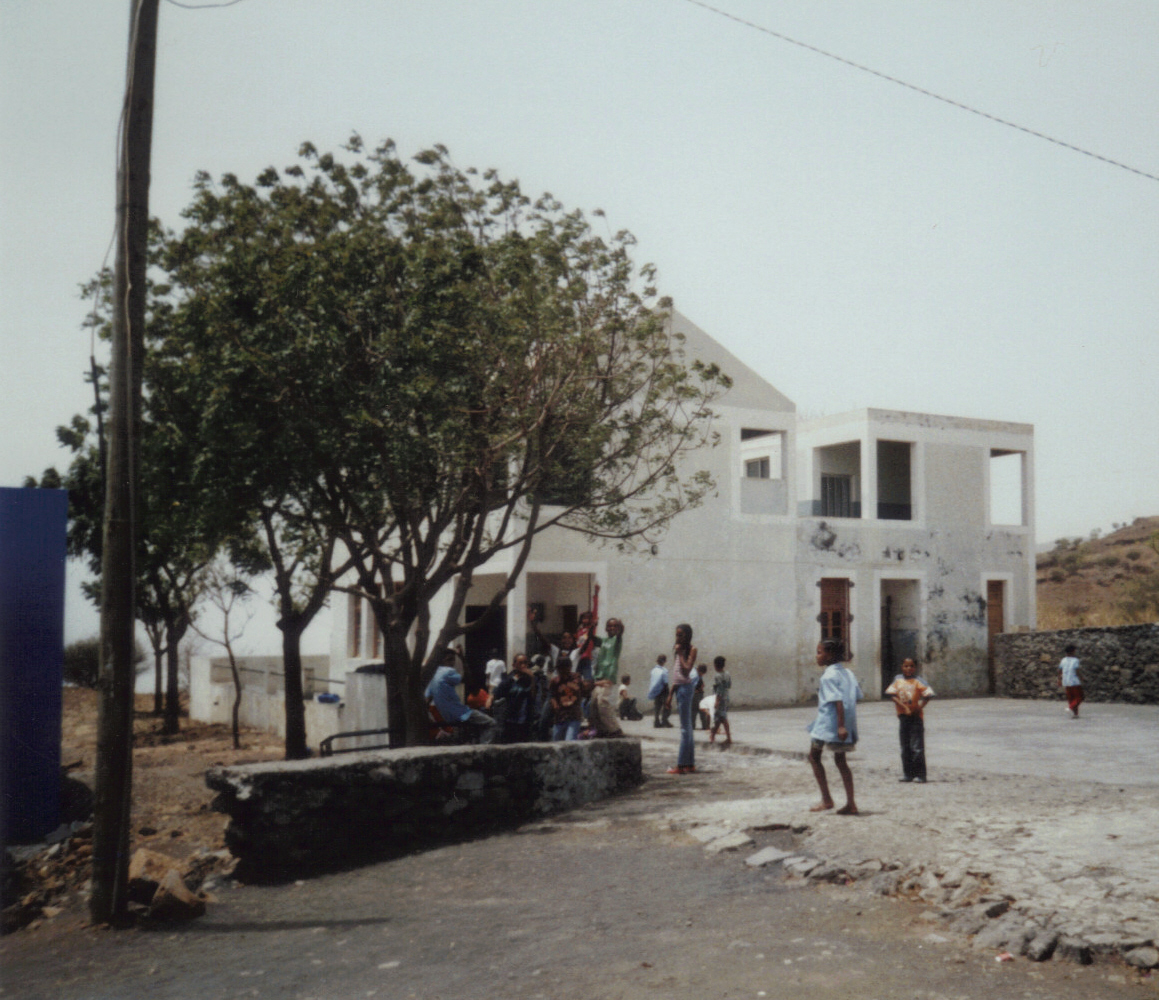
Escola de Monte Largo